# Hey Violet
Hey Violet, anciennement Cherri Bomb, est un groupe américain de hard rock, originaire de Los Angeles, en Californie. Il est créé en 2008, et alors composé de préadolescentes. Il commence par sortir un EP en 2011 (Stark), puis un album en 2012 (This is the End of Control).

## Historique

### Cherri Bomb (2008–2013)
Le groupe est créé en 2008 par la guitariste Julia Pierce, alors âgée de 11 ans, qui voulait former un groupe de rock féminin à son arrivée en Californie. Après avoir distribué des tracts dans Los Angeles et cherché sur Internet, Pierce trouve la batteuse Nia Lovelis (11 ans) et la guitariste Miranda Miller (12 ans). Pour la place de bassiste, la sœur de Nia, Rena Lovelis (10 ans), rejoint le groupe après avoir appris à jouer de cet instrument. Bien que Cherry Bomb soit le titre d'un tube du groupe d'adolescentes similaire The Runaways dans les années 1970, elles tirent en fait le nom de leur groupe du titre d'un livre,.
Le groupe est découvert puis managé depuis 2010 par Samantha Maloney, ex-batteuse des groupes Hole, Mötley Crüe, Eagles of Death Metal... Le 14 juin 2011, il est signé par le label Hollywood Records de la compagnie Disney.
Malgré la jeunesse de ses membres, Cherri Bomb joue alors en première partie de groupes connus (Filter, Camp Freddy, Smashing Pumpkins, Bush, Staind, Steel Panther...),, et se produit dans plusieurs festivals européens (Rock en Seine, T in the Park, Oxegen, Sonisphere, Reading and Leeds Festivals...), jouant notamment devant 15 000 personnes à Cologne en ouverture du groupe Foo Fighters,. Cherri Bomb sort son premier disque le 18 octobre 2011, un mini-album de cinq titres intitulé Stark, qui contient une reprise de The Pretender de Foo Fighters pour laquelle un clip-vidéo est tourné.
En février 2012, le groupe joue en Australie au festival Soundwave. Le 15 mai 2012, il sort un album studio complet nommé This is the End of Control. Une des chansons de l'album, Shake The Ground, figure également sur la bande originale du film Avengers parue deux semaines auparavant :  Avengers Assemble (Music from and Inspired by the Motion Picture). L'été suivant, le groupe figure au programme du Warped Tour.
Le 23 janvier 2013, elles annoncent via les réseaux sociaux se séparer de Julia, sans préciser la raison, et qu'elle sera remplacée temporairement par des guitaristes invités, jusqu'à trouver une personne qui corresponde.

### Hey Violet (depuis 2015)

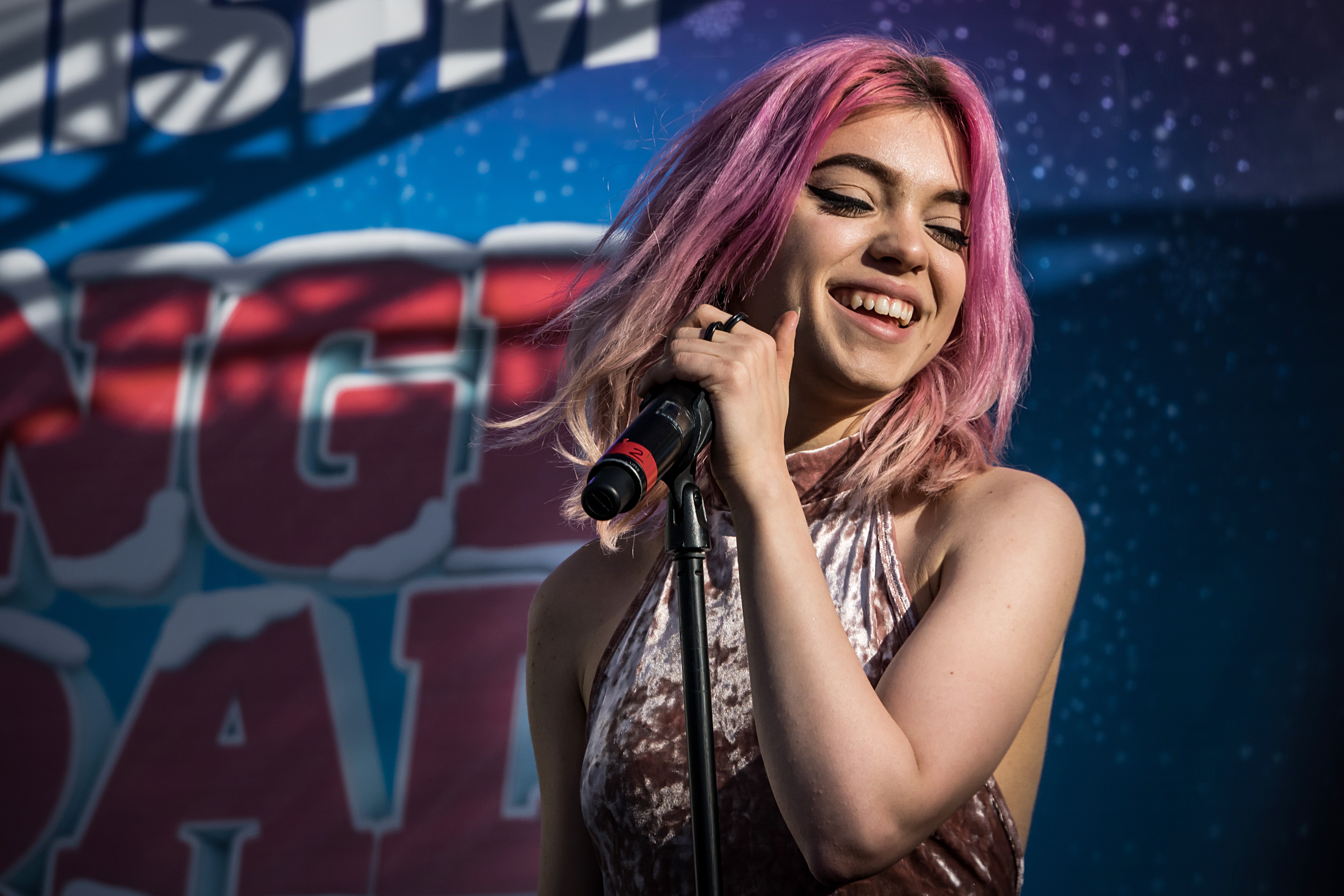
Rena Lovelis en 2016.

Le 18 février 2015, après le départ de Pierce, les membres restants annoncent sur YouTube avoir changé de nom pour Hey Violet. Le 19 mars 2015, elles publient le single This Is Why. Le 24 mars 2015, le groupe confirme sa signature au label Hi or Hey Records, en partenariat avec 5 Seconds of Summer et Capitol Records. Le 15 juin, Hey Violet annonce la sortie d'un nouvel EP, I Can Feel It, en juillet. Le groupe ouvrira pour 5 Seconds of Summer à leurs dates européennes et nord-américaines de la tournée Rock Out with Your Socks Out Tour. Le groupe effectue sa tournée en tête d'affiche en Europe à la fin 2015.
En mars 2017, Break My Heart, et devient le deuxième single issu de leur second album studio, From the Outside,. La même année, l'ancienne chanteuse et guitariste du groupe Julia Pierce revient sur le devant de la scène sous le nom de Pyrce et un single intitulé Fix.
À la fin d'août 2017, Miranda Miller annonce son départ du groupe en donnant comme motif qu'elle ne se sent pas faite pour ce métier, les tournées étant trop épuisantes pour elle. Désormais, Hey Violet se retrouve avec quatre membres.
En 2019, à la suite d'accusations de viol, le groupe décide de se séparer de son bassiste, Iain Shipp. A ce jour, nous ne savons pas si ces accusations s'avèrent être vraies ou fausses. De ce fait Hey Violet se retrouve avec seulement trois membres, Nia, Rena et Casey.

## Style musical
Le style musical de Hey Violet est catégorisé pop punk,,, pop rock, rock alternatif, hard rock,, pop,, electropop

## Membres

### Membres actuels
- Nia Lovelis (Szatania Enea) - batterie, chœurs (depuis 2013)
- Rena Lovelis (Pyrena Enea) - chant principal, guitare basse, chœurs (depuis 2013)
- Casey Moreta - guitare (depuis 2013)

### Anciens membres
- Julia Pierce - guitare solo, chant, chœurs (2008–2013)
- Marina - basse (2008)
- Miranda Miller - Guitare, choeurs, Synthétiseur
- Iain Shipp - basse,synthétiseur, chœurs (2016-2019)

## Discographie

### EPs
Singles:
-Queen of the night